# Chris Ikonomidis
Chris Ikonomidis est un footballeur australien né le 4 mai 1995 à Cronulla qui évolue au poste de milieu offensif au Macarthur FC.

## Biographie
Il reçoit sa première sélection en équipe d'Australie lors de l'année 2015.